# سولومون کین
«سولومون کِین» (انگلیسی: Solomon Kane) فیلمی در ژانر فانتزی به کارگردانی «ام. جی. باست» است که در سال ۲۰۰۹ منتشر شد. این فیلم بر اساس شخصیتی خیالی به همین نام، اثرِ رابرت هاوارد، که ماجراهایش در مجلات زرد چاپ می شد؛ ساخته شده است و در ساخت آن، چند شرکت فیلم‌سازی از سه کشور جمهوری چک، انگلستان و فرانسه شرکت داشته اند. فیلم، نخستین بار در ۳۴مین دورهٔ جشنواره بین‌المللی فیلم تورنتو در سال ۲۰۰۹ میلادی به اکران در آمد.

## بازیگران
- جیمز پیروفوی
- مکس فون سیدو
- پیت پاستویت
- جیسون فلمینگ
- فیلیپ وینچستر
- مکنایز کروک
- روری مک‌کین
- الیس کریج